# Sail d'Escola
Sail d'Escola o Saildescola (fl. 1195) è stato un trovatore francese originario di Bergerac, nel Périgord.
Il significato del suo nome è conteso. Può essere il suo nome effettivo, o di famiglia o un soprannome. Potrebbe significare "transfuga della scuola" (transfuge de l'école) o "evaso dal convento" (Saute-de-Cloître) o propriamente pedante.
I dettagli della vita di Salh sono forniti da due fonti principali, una contemporanea e una posteriore. La prima fonte è rappresentata dalla poesia del 1195 Pos Peire d'Alvernh' a chantat del Monaco di Montaudon, che presenta una galleria di trovatori, i quali vengono da lui bonariamente criticati a turno, di solito umoristicamente. Uno dei poeti criticati è Salh d'Escola. Secondo il Monaco, era un menestrello che arrivato a Bergerac diventa un mercante. La fonte posteriore è la vida di Salh, la quale probabilmente si basa su quella del Monaco onde poter rabberciare insieme la sua storia. Secondo il suo biografo, Salh era figlio di un mercante che diventa un menetrello. Egli allora va a Narbona dove rimane per lungo tempo alla corte di Ainermada de Narbona. Alla sua morte (1197) entra nel monastero di Bergerac, abbandonando "la sua inventiva e il suo canto".
Salh ci ha lasciato una canso: Gran esfortz fai qui chanta ni.s deporta, un confessione d'amore per la sua signora per raccontarle di [voler] "morire" in un momento di disperazione o irritazione.